# Правительства Даладье

## Первое правительство Даладье:31 января—26 октября1933
- Эдуар Даладье — председатель Совета Министров и военный министр;
- Эжен Пенансье — вице-председатель Совета Министров и министр юстиции;
- Жозеф Поль-Бонкур — министр иностранных дел;
- Камиль Шотан — министр внутренних дел;
- Жорж Бонне — министр финансов;
- Люсьен Лямурё — министр бюджета;
- Франсуа Альбер — министр труда и социального обеспечения;
- Жорж Лейг — министр флота;
- Эжен Фрот — министр торгового флота;
- Пьер Кот — министр авиации;
- Анатоль де Монзи — министр национального образования;
- Эдмон Мьелле — министр пенсий;
- Анри Кей — министр сельского хозяйства;
- Альбер Сарро — министр колоний;
- Жозеф Паганон — министр общественных работ;
- Шарль Данилу — министр здравоохранения;
- Лоран Эйнак — министр почты, телеграфов и телефонов:
- Луи Серр — министр торговли и промышленности;

Изменения
- 6 сентября 1933 — Альбер Сарро наследовал Лейгу (2 сентября) как министр флота. Альбер Далимье наследовал Сарро как министр колоний.

## Второе правительство Даладье:30 января—9 февраля1934
- Эдуар Даладье — председатель Совета Министров и министр иностранных дел;
- Эжен Пенансье — вице-председатель Совета Министров и министр юстиции;
- Жан Фабри — министр национальной обороны и военный министр;
- Эжен Фрот — министр внутренних дел;
- Франсуа Пьетри — министр финансов;
- Жан Валадье — министр труда и социального обеспечения;
- Луи де Шаппеделэн — министр военного флота;
- Ги Ла Шамбре — министр торгового флота;
- Пьер Кот — министр авиации;
- Эме Берто — министр национального образования;
- Ипполит Дюко — министр пенсий;
- Анри Кей — министр сельского хозяйства;
- Анри де Жувенель — министр заморских территорий;
- Жозеф Паганон — министр общественных работ;
- Эмиль Лисбонне — министр здравоохранения;
- Поль Бернье — министр почт, телеграфов и телефонов;
- Жан Мислер — министр торговли и промышленности;

Изменения
- 4 февраля 1934 — Жозеф Поль-Бонкур наследовал Фабри как министр национальной обороны и военный министр. Поль Маршандо наследовал Пьетри как министр финансов.

## Третье правительство Даладье:10 апреля1938—21 марта1940
- Эдуар Даладье — председатель Совета Министров и министр национальной обороны и военный министр;
- Камиль Шотан — вице-председатель Совета Министров;
- Жорж Бонне — министр иностранных дел;
- Альбер Сарро — министр внутренних дел;
- Поль Маршандо — министр финансов;
- Раймон Патенотр — министр национальной экономики;
- Поль Рамадье — министр труда;
- Поль Рейно — министр юстиции;
- Сезар Кампинши — министр военного флота;
- Луи де Шаппеделэн — министр торгового флота;
- Ги Ла Шамбре — министр авиации;
- Жан Зей — министр национального образования;
- Огюст Шампетье де Риб — министр ветеранов и пенсионеров;
- Анри Кей — министр сельского хозяйства;
- Жорж Мандель — министр колоний;
- Луи-Оскар Фроссар — министр общественных работ;
- Марк Рукар — министр здравоохранения;
- Альфред Жюль-Жюльен — министр почт, телеграфов и телефонов;
- Фернан Гентен — министр торговли;

Изменения
- 23 августа 1938 — Карл Помаре наследовал Рамадье как министр труда. Анатоль де Монзи наследовал Фроссару как министр общественных работ.
- 1 ноября 1938 Поль Рейно наследовал Полю Маршандо как министр финансов. Маршандо наследовал Рейно как министр юстиции.
- 13 сентября 1939 — Жорж Бонне наследовал Маршандо как министр юстиции. Даладье наследовал Бонне как министр иностранных дел, оставшись министром национальной обороны и военным министром. Раймон Патенотр оставил кабинет министров, а пост министра национальной экономики был упразднен. Альфонс Рио наследовал Шаппеделэну как министр торгового флота. Ивон Дельбос наследовал Зею как министр национального образования. Рене Бессе наследовал Шампетье де Рибу как министр ветеранов и пенсионеров. Рауль Дотри вошёл в кабинет министров как министр вооружения. Жорж Перно вошёл в кабинет министров как министр блокады.